# Renato Falcomer
Renato Falcomer (Concordia Sagittaria, 13 gennaio 1947) è un ex calciatore italiano, di ruolo difensore.
È soprannominato il Falco.

## Caratteristiche tecniche
Ambidestro, nasce come stopper, ma grazie alla grande duttilità tattica riesce nel corso della sua carriera a interpretare tutti i ruoli della difesa, in particolar modo quello del terzino.

## Carriera

### Gli esordi
Inizia la sua carriera nel 1963, all'età di 16 anni, esordendo in seconda categoria con la squadra della sua città: il Concordia. Nella stagione successiva passa al Portogruaro in Serie D, squadra con la quale colleziona 32 presenze; viene inoltre convocato nella Nazionale Juniores.
Le prestazioni del giovane in Serie D attirano l'Inter, che nella stagione 1965-1966 ne acquista il cartellino. A Milano viene aggregato alla Primavera del mister Osvaldo Fattori. Con la squadra nerazzurra batterà la Juventus nella finale nazionale del campionato Primavera aggiudicandosi il trofeo.

### Il Rapallo Ruentes e lo Spezia
L'esperienza con l'Inter dura una sola stagione, poiché la società decide di cederlo al Rapallo Ruentes, squadra militante in Serie C. Con i bianconeri ruentini gioca 30 partite su 34 specializzandosi nel ruolo di stopper.
Nella stagione 1967-1968 passa allo Spezia, sempre in Serie C, collezionando 27 presenze e sfiorando la promozione nella serie cadetta. Nella nuova squadra ricopre il ruolo di terzino, dimostrando ancora una volta una notevole duttilità tattica.

### Il Genoa e la parentesi Taranto
Nella stagione 1968-1969 il suo cartellino viene acquistato dal Genoa approdando così nella serie cadetta, ma anche qui i numerosi infortuni ne influenzano le presenze.
Nella stagione successiva viene ceduto al Taranto, a causa delle difficoltà economiche del club ligure, che a fine campionato retrocede in Serie C. Falcomer giocherà in Puglia per una breve parentesi di tempo (da novembre a febbraio), collezionando 8 presenze prima di tornare al Genoa nella stagione 1970-1971. L'ultimo anno con il Grifone inizia nel migliore dei modi per il difensore di Concordia: con l'infortunio di uno dei due terzini titolari (Franco Ferrari), Falcomer viene chiamato a sostituire il compagno. Esordisce come titolare prima contro l'Olbia e poi contro l'Entella.
Inizialmente riconfermato per la stagione 1971-1972, passa poi al Giulianova, squadra militante in serie C, fuori dalla finestra del calciomercato, sfruttando un cavillo legale. Dopo due stagioni con la formazione abruzzese si trasferisce nella squadra che lo aveva visto nascere calcisticamente: il Concordia. È qui che nel 1974 deciderà di ritirarsi, chiudendo definitivamente con il calcio giocato.

## Palmarès

### Club

#### Competizioni nazionali
- Serie C: 1

Genoa: 1970-1971

#### Competizioni giovanili
- Campionato Primavera: 1

Inter: 1965-1966